# Altingiaceae
Altingiaceae — це невелика родина квіткових рослин із ряду Saxifragales, що складається з вітрозапильних дерев, які дають тверді дерев’янисті плоди з численними насінням. Плоди були вивчені досить детально. У природі вони зустрічаються в Центральній Америці, Мексиці, східній частині Північної Америки, східному Середземномор’ї, Китаї та тропічній Азії. Їх часто культивують як декоративні, і багато з них дають цінну деревину.

## Еволюція
Altingiaceae мають велику кількість скам'янілостей. Протягом більшої частини палеогену та неогену вони були більш поширені, ніж сьогодні. Стовбурова група Altingiaceae відокремилася від клади [Hamamelidaceae + (Cercidiphyllaceae + Daphniphyllaceae)] на туронському етапі крейдяного періоду, приблизно 90 мільйонів років тому. Кронова група Altingiaceae є набагато новішою, походить з еоцену, приблизно 40 млн років тому.